# کارخانه ریسباف قم
مجموعه کارخانه ریسباف مربوط به دوره معاصر است و در قم، حاشیه جنوبی بستر خشک قمرود و بلوار محمد امین واقع شده و این اثر در تاریخ ۱۹ اسفند ۱۳۸۰ با شمارهٔ ثبت ۴۸۷۱ به‌عنوان یکی از آثار ملی ایران به ثبت رسیده‌است.
به منظور تاسیس کارخانه نخ ریسی و پارچه بافی در شهر قم در تاریخ نوزدهم بهمن ۱۳۱۴ در شهر تهران ، شرکتی به نام شرکت سهامی ریس باف قم با سرمایه سیصد هزار تومان تاسیس شد و بعدا چون سرمایه کافی نبود مبلغ دویست هزار تومان نیز به سرمایه شرکت اضافه شد. مالکان کارخانه عبارت بودند از علی قیصریه، عبدالحسین نیک‌پور، احمد اخوان، محمد نصرتیان و محمد حسین یزدی. 
در بدو تاسیس قرار بوده که ده هزار دوک ماشین نخ ریسی و دویست دستگاه پارچه بافی و قسمت های رنگرزی و اطوکشی تهیه گردد و برای محل کارخانه در حدود هفت هکتار اراضی در شهر قم خریداری و محصور گردید و برای نصب ماشین ها و موتور ،‌چند سالن وسیع طبق نقشه های مهندسین کارخانجات فروشنده ماشین های ریسندگی تحت نظر متخصصین خارجی ساخته شد.
قسمت عمده ای از سالن های کارخانه ریس باف تخریب شده و فقط یکی از آنها مورد بازسازی و استفاده مجدد قرار گرفت.
از آثار باقیمانده کارخانه دو برج به ابعاد  8×‌9/30  و  8/80×‌10/70  متر هستند . این دو برج حدودا سه متر با هم فاصله دارند. مصالح بکار رفته آجر می باشد. سطح خارجی فرم مستطیل شکل برج ها دارای پنجره ها و قاب های متنوعی در اضلاع و طبقات مختلف خود هستند . هر کدام از برج ها دارای درب کوچکی در ضلع جنوبی خود هستند. گوشه خارجی جنوب شرقی برج ها با هم متفاوت بوده و دارای فرم هلالی شکل خاصی است.
برج شمالی دارای طبقات و پله های نوسازی است که به فضاهایی مانند آرشیو این مرکز تعلق دارد. برج جنوبی دارای یک طبقه سالم بوده که به عنوان انبار مورد استفاده قرار می گرفت. این بنا نمونه بارز معماری آلمانی در دوره رضاشاه است.
تمام قاب بندی های آجری اطراف برج ها حالت نمادین و تزئینی دارند. دیگر عناصر تزئینی نقوشی است که توسط آجرهای لعابدار در قسمت های جان پناه ایجاد گردیده است. برج شمالی شامل نقوشی از تداخل قوس ها و نقوش برج جنوبی از لوزی های کنار هم تشکیل شده است.